# نوبو كوبوتا
نوبو كوبوتا هو مصور كندي، ولد في 1932 في فانكوفر في كندا.